# تشارلز ميلز (لاعب كريكت)
تشارلز ميلز (26 نوفمبر 1867 - 26 يوليو 1948) (بالإنجليزية: Charles Mills)‏ هو لاعب كريكت جنوب أفريقي. شارك مع منتخب جنوب أفريقيا الوطني للكريكت. أما مع النوادي، فقد لعب مع Northern Cape (cricket team) ‏.

## وصلات خارجية
- تشارلز ميلز على موقع إي آس بي آن كريك إنفو (الإنجليزية)